# 라파엘 아고게
라파엘 아고게(Raphaëlle Agogué, 1981년 12월 27일 ~ )는 프랑스의 배우이다.

## 출연 작품
- 더 소워 (2017)
- 더 인포먼트 (2013)
- 사랑의 계절 (2012)
- 블라인드 맨 (2012)
- 피카소: 명작스캔들 (2012)
- 쉐프 (2012)
- 라운드 업 (2010)